# Arrhinoceratops
Arrhinoceratops ist eine Gattung von Vogelbeckensauriern aus der Gruppe der Ceratopsidae innerhalb der Ceratopsia.

## Merkmale

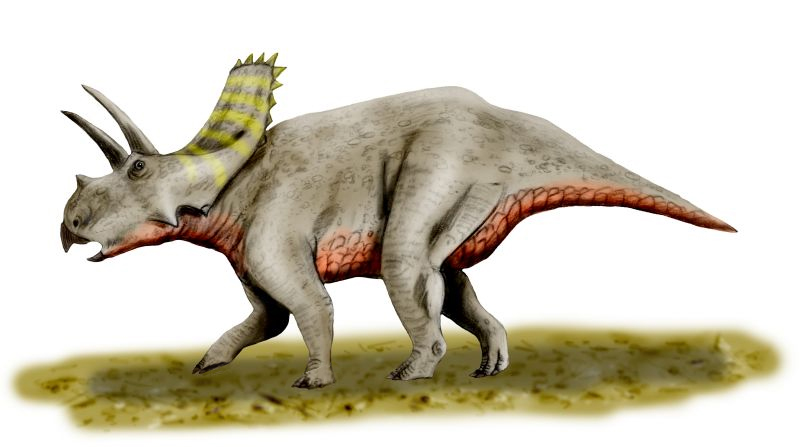
Lebendrekonstruktion von Arrhinoceratops

Von Arrhinoceratops ist bislang nur ein Schädel ohne Unterkiefer bekannt, vermutlich stimmt aber sein Körperbau weitgehend mit dem der übrigen Ceratopsidae überein. Die Schnauze war zugespitzt und papageienschnabelähnlich, im Maul saßen Zahnbatterien, das sind reihenförmig angeordnete Zähne, die bei Abnutzung durch den nachfolgenden Zahn ersetzt wurden. Dieser Dinosaurier war wie alle Ceratopsia Pflanzenfresser, die Zähne stellen eine Anpassung an harte, fasrige Pflanzen dar.
Das Horn auf dem Nasenbein war ausgesprochen kurz und stumpf, die Überaugenhörner waren lang und leicht nach vorne gebogen. Das für die Ceratopsidae typische Nackenschild war aus dem Scheitel- und dem Schuppenbein gebildet, es war langgestreckt und wies zwei paarige Öffnungen auf. Die Funktion der Hörner und Nackenschilde bei den Ceratopsidae wird heute vorwiegend im Kontakt und der Interaktion mit Artgenossen und weniger in der Abwehr von Fressfeinden gesehen.

## Entdeckung und Benennung
Die fossilen Überreste von Arrhinoceratops wurden in der Horseshoe-Canyon-Formation in Alberta (Kanada) gefunden und 1923 von William Parks erstbeschrieben. Der Gattungsname bedeutet in der griechischen Sprache „nasenloses Horngesicht“ und spielt auf das kleine Nasenhorn an. Typusart ist A. brachyops. Die Funde stammen aus der Oberkreide (frühes Maastrichtium) und sind etwa 72 bis 69 Millionen Jahre alt.

## Systematik
Arrhinoceratops wird innerhalb der Ceratopsidae in die Chasmosaurinae eingeordnet, die durch lange Überaugenhörner und einen meist langen Nackenschild charakterisiert waren. Sein Schwestertaxon dürfte Anchiceratops sein.